# Foz
Foz è un comune spagnolo di 9 488 abitanti situato nella comunità autonoma della Galizia.